# Вила-Верди
Ви́ла-Ве́рди (порт. Vila Verde; ['vilɐ 'veɾd(ɨ)]) — посёлок городского типа в Португалии, центр одноимённого муниципалитета в составе округа Брага. Находится в составе крупной городской агломерации Большое Минью. По старому административному делению входил в провинцию Минью. Входит в экономико-статистический субрегион Каваду, который входит в Северный регион. Численность населения — 3,8 тыс. жителей (посёлок), 50,4 тыс. жителей (муниципалитет).
Праздник посёлка — 13 июня.

## Расположение
| Google Map |

Посёлок расположен в 11 км на север от адм. центра округа города Брага.
Муниципалитет граничит:
- на севере — муниципалитет Понте-да-Барка
- на востоке — муниципалитет Терраш-де-Бору
- на юго-востоке — муниципалитет Амареш
- на юге — муниципалитет Брага
- на западе — муниципалитет Барселуш
- на северо-западе — муниципалитет Понте-де-Лима

## Транспорт
Посёлок основан в 1855 году.

## Население
| Численность населения муниципалитета по годам | Численность населения муниципалитета по годам | Численность населения муниципалитета по годам | Численность населения муниципалитета по годам | Численность населения муниципалитета по годам | Численность населения муниципалитета по годам | Численность населения муниципалитета по годам | Численность населения муниципалитета по годам |
| --------------------------------------------- | --------------------------------------------- | --------------------------------------------- | --------------------------------------------- | --------------------------------------------- | --------------------------------------------- | --------------------------------------------- | --------------------------------------------- |
| 1864                                          | 1900                                          | 1930                                          | 1960                                          | 1981                                          | 1991                                          | 2001                                          | 2004                                          |
| 31 442                                        | 32 053                                        | 36 990                                        | 42 256                                        | 44 432                                        | 44 056                                        | 46 579                                        | 48 122                                        |

## Состав муниципалитета
В муниципалитет входят следующие районы:
| - Абоин-да-Нобрега - Аркозелу - Атиайнш - Атайнш - Азойнш - Барбуду - Барруш - Кабанелаш - Сервайнш - Кодеседа - Косиейру - Коваш - Доссанш - Дуаш-Игрежаш - Эшкейруш | - Фрейриш - Жеме - Годиньясуш - Гомиде - Гондиайнш - Гондомар - Гоайнш - Лаже - Ланьяш - Лорейра - Марранкуш - Море - Мош - Невожилде - Олейруш | - Парада-де-Гатин - Пассо - Педрегайш - Пенашкайш - Пику - Пику-де-Регаладуш - Понте - Портела-даш-Кабраш - Риу-Мау - Сабариш - Санде - Санта-Маринья-де-Ориш - Сантьягу-де-Каррейраш - Сотелу | - Сан-Мамеде-де-Эшкариш - Сан-Мартинью-де-Эшкариш - Сан-Мартинью-де-Валбон - Сан-Мигел-де-Каррейраш - Сан-Мигел-де-Ориш - Сан-Мигел-ду-Праду - Сан-Педру-де-Валбон - Травассош - Туриш - Валдреу - Валпэш - Вила-Верде - Вила-де-Праду - Виларинью |

## Галерея

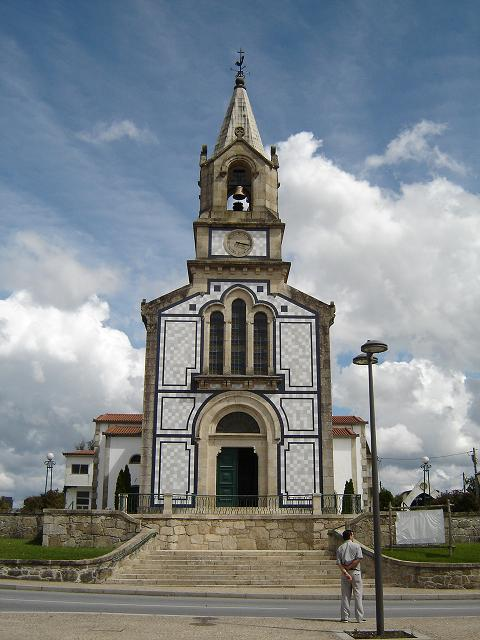
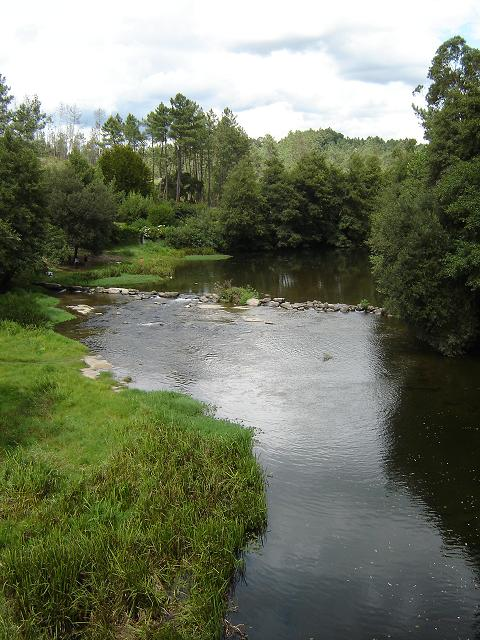
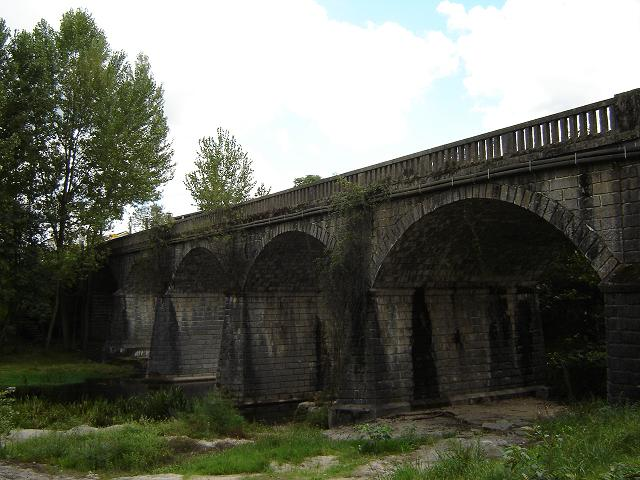
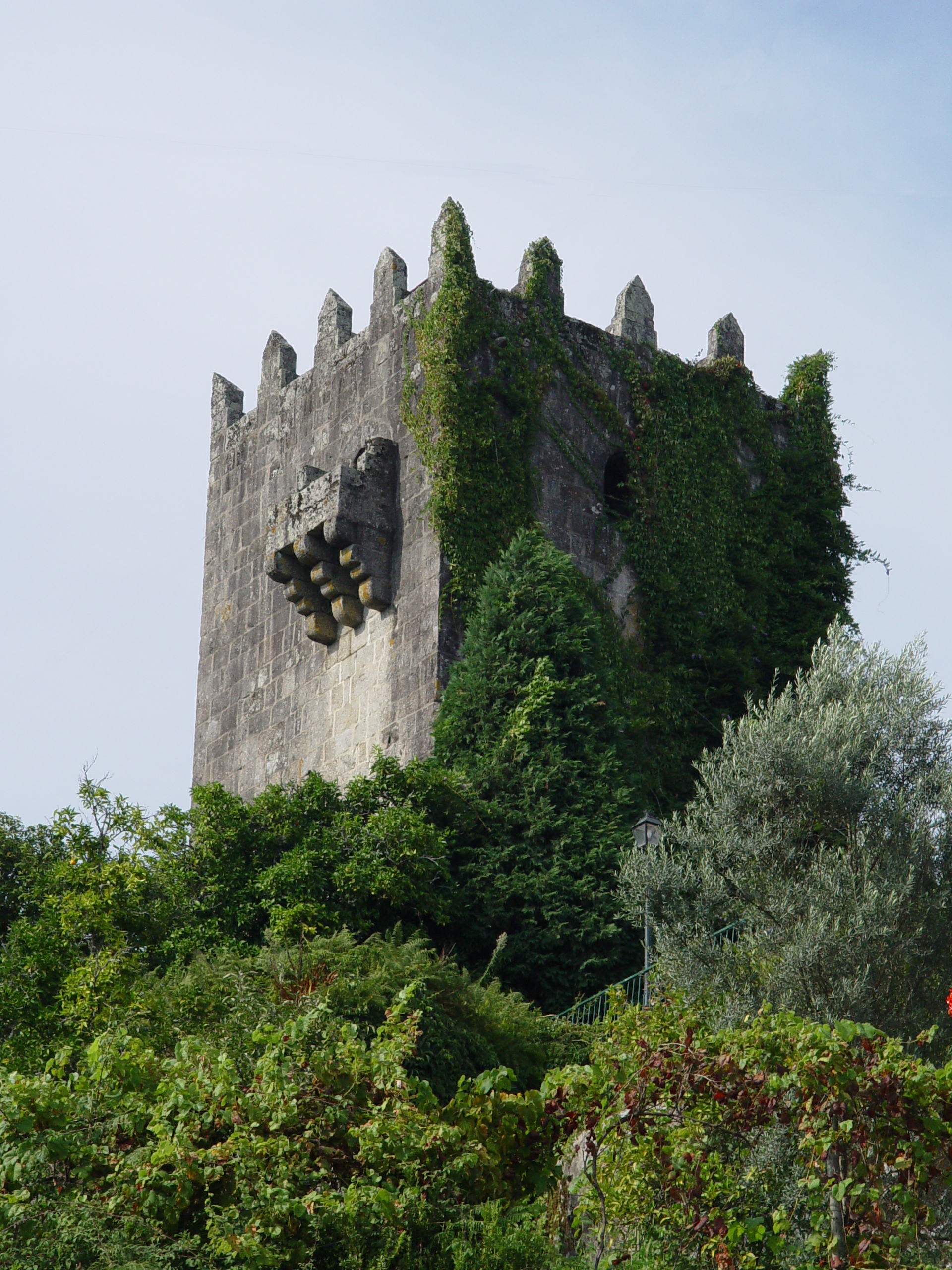